# Anton Hammerschmid

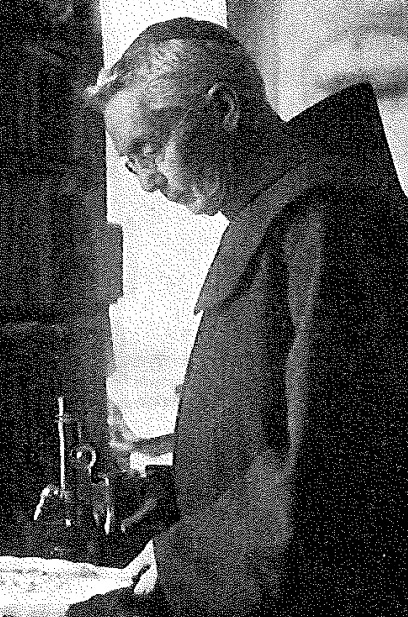
P. Anton Hammerschmid

Anton Hammerschmid, bekannt als Pater Anton (* 21. August 1851 auf dem Gut Bärnzahn bei Straubing; † 8. Mai 1933 in Bad Tölz, Bayern) war ein deutscher Franziskaner und Botaniker.

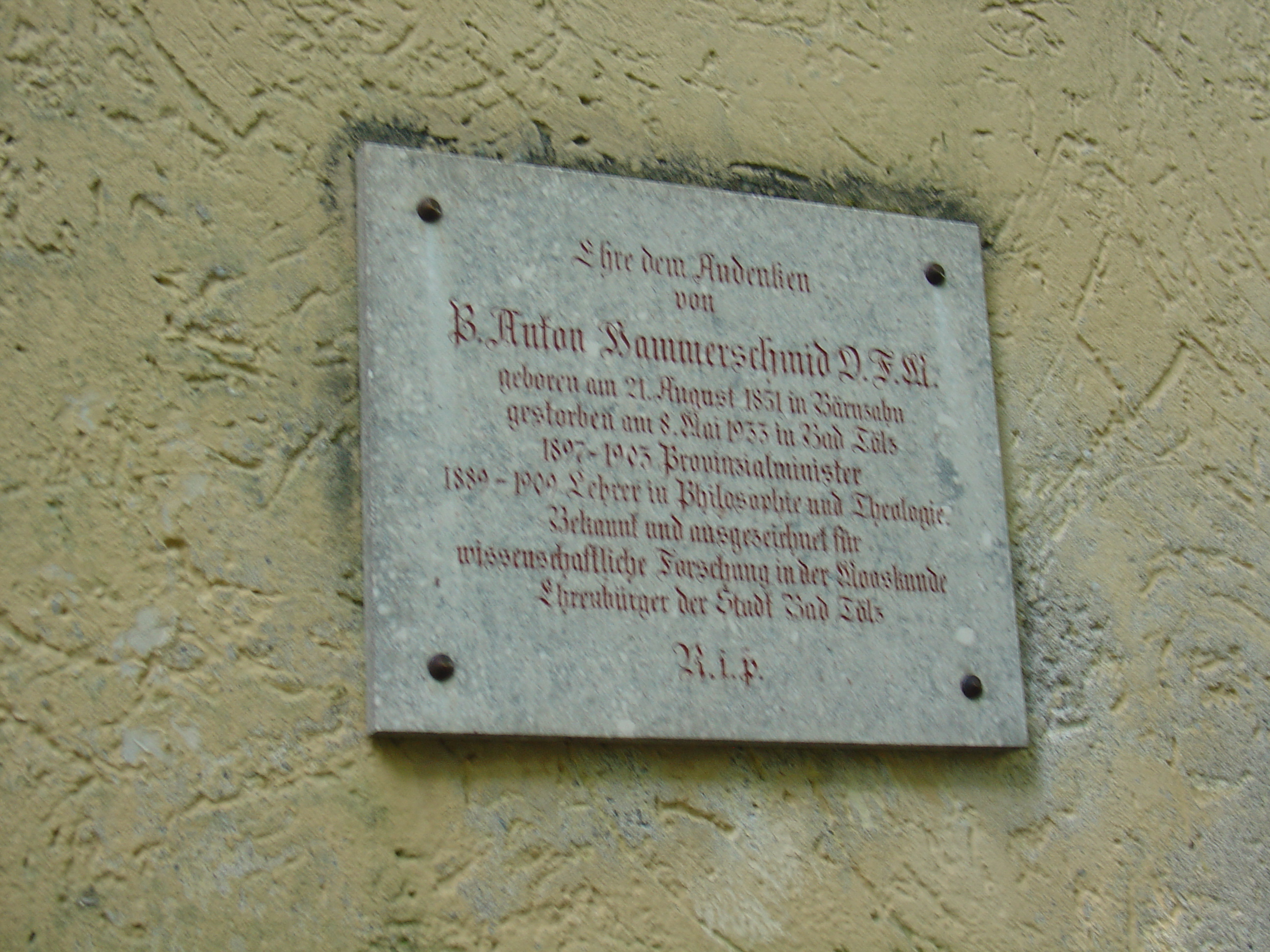
Gedenktafel P. Anton Hammerschmid an der Nordostseite der Franziskanerkirche in Bad Tölz, Bayern

## Leben
Er absolvierte das humanistische Gymnasium in Landshut. 1868 trat er in den Franziskanerorden ein und studierte im Franziskanerkloster München Philosophie und Theologie. 1874 wurde er zum Priester geweiht. Ab 1875 wirkte er die nächsten zehn Jahre als Seelsorger in verschiedenen Kirchen Bayerns. 1889 übersiedelte er nach Bad Tölz. 1897 wurde er das erste Mal zum Provinzial der bayerischen Franziskanerprovinz gewählt und 1900 zum zweiten Mal. Nachfolgend betätigte er sich als Botaniker und auch als Lehrer für Philosophie und Theologie.

## Ehrungen
1922 ernannte ihn die Bayerische Botanische Gesellschaft zum Ehrenmitglied.
1924 wurde er Ehrenbürger der Stadt Bad Tölz. Die Pater-Hammerschmid-Straße ist nach ihm benannt.
1932 wurde er für seine Verdienste um die Kenntnis der Pflanzenwelt mit der Medaille Bene merenti in Silber der Bayerischen Akademie der Wissenschaften ausgezeichnet.

## Veröffentlichungen
- Exkursionsflora für Tölz und Umgebung. 1897.
- Exkursionsflora für die deutschen Alpen und das nächstliegende Vorland. München 1928.